# Boreal (Klimastufe)
| Serie      | Klimastufe        | Pollen- zone | Zeitraum                  |
| ---------- | ----------------- | ------------ | ------------------------- |
| Holozän    | Subatlantikum     | X            | 450 v. Chr. bis heute     |
| Holozän    | Subatlantikum     | IX           | 450 v. Chr. bis heute     |
| Holozän    | Subboreal         | VIII         | 3.710–450 v. Chr.         |
| Holozän    | Atlantikum        | VII          | 7.270–3.710 v. Chr.       |
| Holozän    | Atlantikum        | VI           | 7.270–3.710 v. Chr.       |
| Holozän    | Boreal            | V            | 8.690–7.270 v. Chr.       |
| Holozän    | Präboreal         | IV           | 9.610–8.690 v. Chr.       |
| Pleistozän | Jüngere Dryaszeit | III          | 10.730–9.700 ± 99 v. Chr. |

Das Boreal ist in der Erdgeschichte der zweitälteste Zeitabschnitt des Holozäns in Nordwesteuropa. Es dauerte von 8690 bis 7270 v. Chr.

## Begriffsbestimmung und stratigraphische Stellung
Das Boreal bildet einen Teil der Blytt-Sernander-Klassifikation, einer Einteilung der letzten 14.000 Jahre anhand von Torfmoorablagerungen durch den Norweger Axel Gudbrand Blytt und den Schweden Rutger Sernander. Blytt hatte 1876 den Begriff Boreal definiert, der sich vom griechischen Gott des Nordwinds Βορέας – boreas ableitet.
Dem Boreal geht das Präboreal voraus, es folgt das Atlantikum.
Das Boreal entspricht den Pollenzonen II von W. H. Zagwijn und von Litt et al. 2001. bzw. der Pollenzone V von Franz Firbas (1949).
Anhand von Untersuchungen in Mooren Nordwestrusslands kann das Boreal dreigeteilt werden (von jung nach alt):
- BO-3 8500 bis 8000 Radiokohlenstoffjahre BP bzw. 7531 bis 6903 v. Chr.
- BO-2 9000 bis 8500 Radiokohlenstoffjahre BP bzw. 8141 bis 7531 v. Chr.
- BO-1 9300 bis 9000 Radiokohlenstoffjahre BP bzw. 8541 bis 8141 v. Chr.

Das Boreal bildet zusammen mit dem Präboreal das Alt-Holozän.
Kulturgeschichtlich entspricht dem Boreal das Frühmesolithikum.

### Zeitliche Einordnung
Bemerkung: Nur die mit einer schwarzen Trennlinie markierten Grenzen sind mehr oder weniger exakt; sie basieren auf Jahresschichten in Seesedimenten in Nord-Zentral-Europa und gelten streng genommen nur für die Klimastufen. Die anderen Grenzen sind unsicher und nicht starr festgelegt. Insbesondere die Grenze zwischen Mittel- und Jungholozän ist sehr variabel. Bei den Kulturstufen ist die regional unterschiedliche Entwicklung zu beachten.

## Klimatische Entwicklung

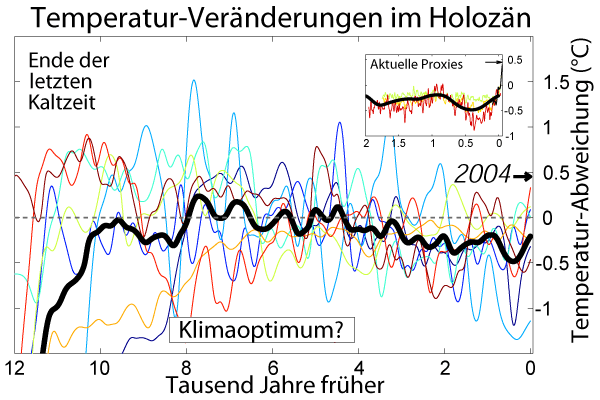
Der Temperaturverlauf im Holozän

Das Boreal fällt im Rahmen der holozänen Warmzeit in die Phase vor dem ersten Temperaturmaximum, dem Früh-Atlantikum. Die mit dem Präboreal einsetzende rasche Erwärmung setzt sich auch im Boreal weiter fort. Gegen Ende des Boreals wurden bereits gegen 7300 v. Chr. heutige Temperaturen erreicht.

## Meeresspiegel

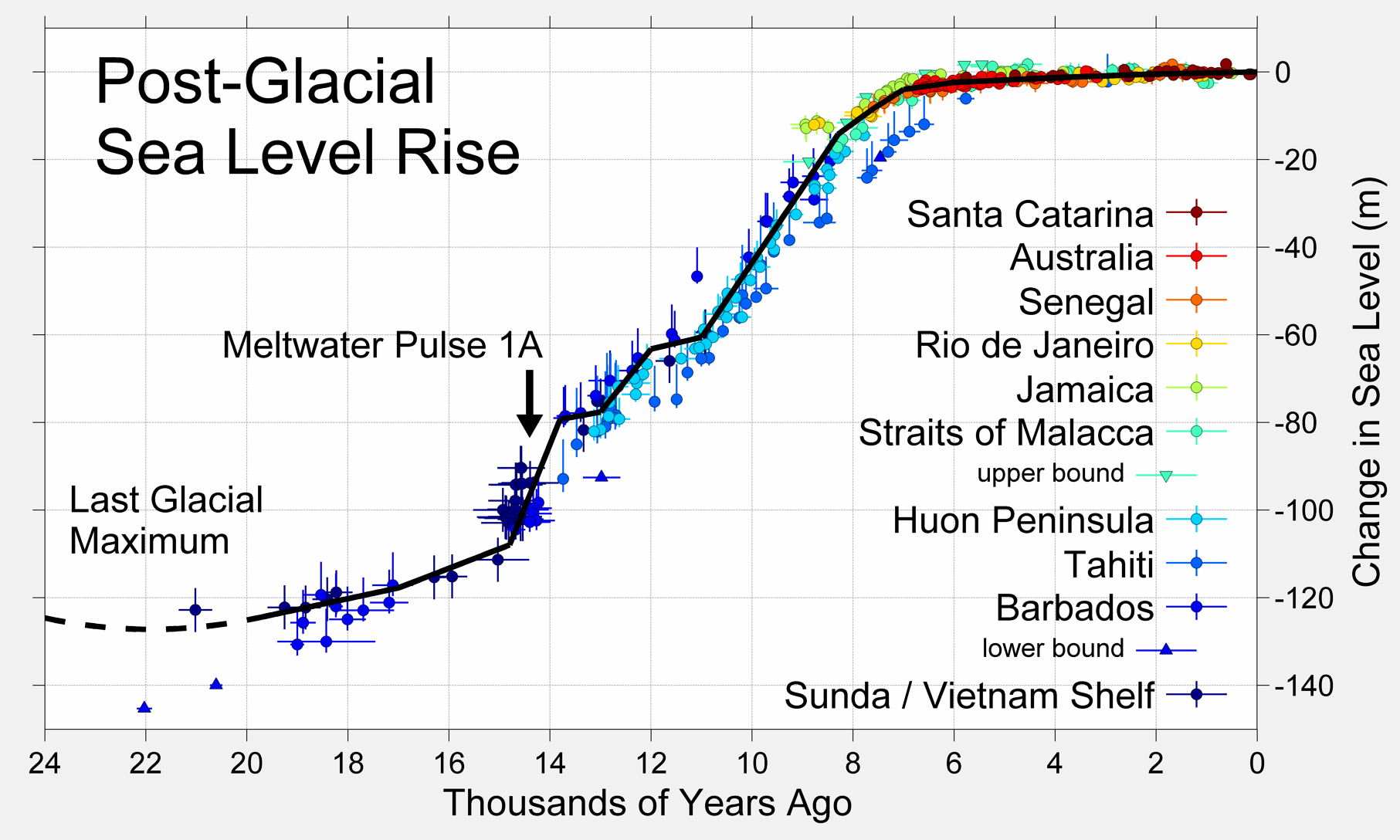
Der postglaziale Meeresspiegelanstieg

Der Meeresspiegel stieg infolge des weltweiten Abschmelzens des Eises langsam an: das Boreal war der letzte Zeitraum des Holozäns, in dem England noch mit dem europäischen Festland verbunden war. Die Nordsee erweiterte sich zunehmend. Insgesamt stieg der Meeresspiegel während des Boreals von 54 Meter unter NN auf knapp 30 Meter unter NN an; dies entspricht einer recht hohen Rate von rund 17 Millimeter/Jahr.

### Ostseeraum
Während des Boreals entwickelte sich im Raum der heutigen Ostsee ab 8300 v. Chr. das brackige Yoldia-Meer. Es war durch eine vom Nordseeraum ausgehende marine Inkursion Mittelschwedens (Salzwassereinbruch zwischen 8000 und 7800 v. Chr. über die Närke-Straße) aus dem vormaligen Baltischen Eisstausee hervorgegangen. Es hatte bis 7500 v. Chr. Bestand und wurde anschließend aufgrund isostatischer Hebung durch Aussüßung vom Ancylussee abgelöst. Die Spiegelhöhe im Ostseebecken lag zu Beginn des Yoldia-Meeres noch unterhalb 40 Meter unter NN, gegen Ende des Boreals  jedoch nur noch bei 20 Meter unter NN.

## Pflanzen- und Tierwelt
Während des Boreals wuchsen zunehmend mehr wärmeliebende Pflanzen in Nordeuropa. Beispiele dafür sind der Gemeine Efeu und die Weißbeerige Mistel, die sich in dieser Zeit bis nach Dänemark verbreiteten. Innerhalb der Pollenzone V wurden die Pionierpflanzen des Präboreals zunehmend ersetzt durch Kiefernwald im Verein mit Beständen der Gemeinen Hasel (Corylus avellana), eine Vergesellschaftung, die von Palynologen Kiefern-Haselwald genannt wird. Gegen Ende des Boreals änderte sich die Zusammensetzung der Vegetation durch das zunehmende Aufkommen von verschiedenen Eichenarten, so dass der Eichen-Mischwald zur bestimmenden Waldform wurde. Kiefer, Birke und Hasel wurden durch Eichen, Ulmen, Linden und Erlen ersetzt. In den Mooren wuchsen Arten wie der Breitblättrige Rohrkolben (Typha latifolia).
Die Wälder wurden bevölkert von Hirschen (Cervus elaphus), Rehen (Capreolus capreolus), Elchen (Alces alces), Wildschweinen (Sus scrofa) und Auerochsen (Bos primigenius), die aus Refugien in Italien, Spanien und dem Balkan eingewandert waren. Wärmeliebende Tierarten wie die Europäische Sumpfschildkröte (Emys orbicularis) wurden jetzt sogar in Dänemark angetroffen. Der Goldregenpfeifer (Pluvialis apricaria) drang bis nach Norwegen vor. Unter den Raubtieren sind zu nennen Wolf (Canis lupus), Braunbär (Ursus arctos), Luchs (Lynx lynx) und Wildkatze (Felis silvestris). Hasen (Lepus europaeus) waren weit verbreitet. In Sumpfgebieten und an Flüssen lebten Biber (Castor fiber) und Otter (Lutra lutra), Fischarten wie Hechte (Esox lucius) und Welsartige (z. B. Siluris glanis) kamen in großer Anzahl vor.

## Der Mensch im Boreal
Das Boreal fällt in das Frühmesolithikum, in dem die Menschen in Mittel- und Nordeuropa immer öfter und länger die gleichen Siedlungsplätze bewohnten, und von dort aus als Jäger und Sammler ihre Nahrung beschafften. Auch wenn im Nahen Osten und in Südeuropa die Landwirtschaft schon in größerem Stil verbreitet war, sollte dieser Umschwung in Nordeuropa erst tausende Jahre später stattfinden. Dies wird darauf zurückgeführt, dass der Wald Nahrung in ausreichender Menge bot, so dass es hier nur zur Brandrodung kleiner Gebiete kam.
Unter anderem durch den an der Wytschegda liegenden archäologischen Fundplatz Vis I sind einige Einzelheiten vom Leben der Menschen während des Boreals bekannt geworden. Die Bewohner der Siedlung konnten Körbe und Netze aus Pflanzenfasern herstellen, und Funde von Paddeln lassen regelmäßig unternommene Bootstouren schließen. Im Winter wurden Schlitten als Fortbewegungsmittel verwendet. Waffen wie Bogen, Pfeile und Speere wurden gefunden und Gebrauchsgegenstände waren mit Motiven wie Schlangen, Menschen und Tieren verziert.
Kulturträger des Frühmesolithikums sind die Maglemose-Kultur in Dänemark und das Creswellien (bis 8000 v. Chr.) in England. Die Halterner Stufe in Nordrhein-Westfalen setzte erst gegen Ende des Boreals ein (ab 7400 v. Chr.). In der Levante herrschte bereits das Neolithikum, als dessen Trägerkultur das Präkeramische Neolithikum B (8800 bis 7000 v. Chr.) fungierte.
In Nordamerika hatte sich ab 8900 v. Chr. noch vor Beginn des Boreals die Folsom-Kultur (endete gegen 8200 v. Chr.) etabliert. Um 8500 v. Chr. war die Mittelpaläoindianische Periode zu Ende gegangen. Sie wurde von der Spätpaläoindianischen Periode abgelöst, welche bis 8000 v. Chr. andauerte. Darauf folgte das Frühe Archaikum, das bis ins Atlantikum (6000 v. Chr.) aushalten sollte. Der spätpaläoindianische San Dieguito Complex im Südwesten der Vereinigten Staaten und im Nordwesten Mexikos wird auf 8200 v. Chr. datiert. Auf ihn folgte ab 6000 v. Chr. der La Jolla Complex.
Die paläoindianischen und archaischen Kulturen Nordamerikas sind möglicherweise für das Aussterben des Amerikanischen Mastodons Mammut americanum zwischen 10000 und 7000 v. Chr. verantwortlich.

## Vulkanausbruch
Die durch einen Vulkanausbruch auf Island entstandene Tephra von Saksunarvatn stellt einen bedeutenden stratigraphischen Leithorizont im frühen Boreal dar. Sie wird in Grönland auf 10297 ± 45 BP, in Seesedimenten aus Krakenes in Norwegen auf 10210 ± 35 cal. BP und in nordwestdeutschen Seen auf 8140 v. Chr. datiert.